# Rudolf Urech-Seon
Rudolf Urech-Seon (* 18. Februar 1876 in Seon AG; † 23. Juli 1959 ebenda) war ein Schweizer Maler. Er signierte seine Bilder mit Monogramm «RU-S», «Urech-Seon» oder «Rud. Urech-Seon», stets mit dem Zusatz «-Seon», zur Unterscheidung von dem Basler Maler und Grafiker Rudolf Urech (1888–1951).

## Leben
Rudolf Urech-Seon stammt aus einer Handwerkerfamilie. Sein Vater war Spengler und im Nebenamt Gasanzünder. Urech-Seon brach seine Bezirksschulbildung nach der vierten Klasse ab und trat eine Malerlehre in Bauma ZH an. An die Lehre schloss sich eine Wanderburschenzeit in Deutschland, Österreich und der Schweiz an. In dieser Zeit entstanden erste Landschaftsaquarelle, Skizzen und Kopien farbiger Kunstkarten.
Nach den Wanderjahren gründete Urech-Seon in seinem Geburtsort ein Malergeschäft, das sich insbesondere mit Dekorationsmalereien, Marmorierungen, Maserierungen etc. einen Namen machte. Für Vereine entwarf er Fahnen, für Theater malte er Kulissen. Am 9. Mai 1905 heiratete Urech-Seon Marie Baumann (1876–1958) von Langnau ZH, Damenschneiderin und Tochter eines Seoner Schreiners. Aus der Ehe gingen zwei Töchter hervor: Margrit Urech, Lehrerin (1906–1991) und Emmi Gutscher-Urech (1920–2014), Lehrerin, Pfarrfrau und Erwachsenenbildnerin. Beide unterstützten später ihren über 70 Jahre alten Vater materiell.
Urech-Seon schreibt selber über seinen Werdegang: «Von Klein auf Künstlerziel, in der Schule kein beförderndes Zeichnen, keine Wegweiser, kein Geld, lernte ich den Malerberuf, reiste in Deutschland, Österreich, gründete ein Malergeschäft im Heimatort, kam schliesslich zu Geld und mein Jugendtraum erfüllt sich 1913.» Während der Wintermonate 1914–1916 schrieb er sich an der Münchner Akademie ein und lernte in der Klasse Hermann Groebers (1865–1935) Malerei und Zeichnen. Im Frühjahr 1916 leistete Urech-Seon seinen Aktivdienst, gemäss seinen Bleistiftskizzen im Jura.
Ab 1918 arbeitete er im eigenen Atelier an der Seetalbahn (2010 abgebrochen, heute Seetalstrasse 52), der Werkstatt seines Schwiegervaters. Zeitlebens beklagte er sich über die Lichtverhältnisse in der einstigen Schreinerwerkstatt. Seine Wohnung lag auf der gegenüberliegenden Seite der Seetalbahn (Friedhofweg 270, heute Chrischonaweg 3), wo seine Frau mit ihrem Schneideratelier (Urech-Baumann, Robes) für den Lebensunterhalt sorgte.
Während der Sommerzeit arbeitete Urech-Seon oft in einem aus Leintüchern improvisierten Plein-air-Atelier im Garten neben seinem Wohnhaus, so oft wie möglich jedoch im Feld, in der Umgebung des Seetals mit seinem topographischen Eigentümlichkeiten, der lokalen Pflanzenwelt, der Moorlandschaft des Aabachs sowie der in die Landschaft eindringenden Elemente der Industrialisierung: Bahngeleise, Strassen, Telefonleitungen, Fabriken etc.
Seit 1920 war Urech-Seon Mitglied der Sektion Aargau der Gesellschaft Schweizer Maler, Bildhauer und Architekten (GSMBA). Mit zunehmender Entfernung von der Landschaftsmalerei im Banne Ferdinand Hodlers und der Deutschimpressionisten ging eine Entfremdung zu den Kollegen in der Sektion einher. Urech-Seon beschritt seinen Weg weg von der reinen Naturmalerei über kubistische Ansätze und symbolistische Malerei bis hin zur konkreten Malerei konsequent weiter. Erst die Aufnahme in die Künstlervereinigung «Allianz» in Zürich im Jahre 1947 brachte ihm gewisse Anerkennung. Urech-Seon blieb bis wenige Wochen vor seinem Tod künstlerisch aktiv; letzte Bilder entstanden 1959. Nach kurzer Krankheit verstarb er am 23. Juli 1959. Sein Grab befindet sich auf dem Friedhof Seon.

## Werk
Erste Autodidaktische Arbeiten entstanden in den 1890er Jahren, meist in Tempera auf Karton. Sie zeigen bereits eine erstaunliche Modernität. Indem Landschaftsteile zu Farbflächen zusammenfasst werden, deutet sich der spätere Drang zur Abstraktion bereits an.
Das nach der Ausbildung in München entstandene malerische und zeichnerische Werk Rudolf Urech-Seons unterteilt Annelise Zwez in vier Phasen: Die frühe Landschaftsmalerei (1918 – 1925/1930), die geometrische Abstraktion (1925/1930–1939/1940), die surrealistische Formfindung (1940–1946/1948) und die freie Komposition (1945/1948–1959). Urech-Seon arbeitete meist in Öl auf Leinwand, Skizzen und kleinere Bilder v. a. des Frühwerks entstanden oft auf Karton. Zahlreich sind seine Skizzenbücher sowie Tuschlavierungen, Gouachen sowie Rötel- und Kohlezeichnungen. Sein malerisches Schaffen umfasst rund 1000 Bilder, das zeichnerische gegen 500 Werke.

### Frühe Landschaftsmalerei (1918–1925/1930)
Nach Ausbildungsjahren an der Münchner Akademie liess sich Urech-Seon 1918 in einem neuen Atelier nieder. Der Gegend um Seon sind die Werke der 20er Jahre gewidmet, jedoch zeichnet sich bereits da der Weg vor, der vom Deutschimpressionismus weg führen wird. Es ist ein Lernen, mit Farben und Formen umzugehen. Hügelige Welt, vom Künstler selber 1923 so und nicht wie frühere nach dem genauen Flurnamen benannt, zeigt bereits klar, in welche Richtung die malerische Entwicklung gehen wird. Urech-Seon selber notierte: ein Motiv in der Natur musste mir «in Linien und Farben etwas sagen, erst dann kamen die Farben, aber sie kamen auch, und dazu Rhythmen, Bewegung. Was die meisten Maler in der Natur sehen, liess ich liegen und suchte neue Schönheiten und fand sie auch».

### Geometrische Abstraktion (1925/1930–1939/1940)
Der vorauszusehende Umbruch kommt um 1931, wobei ein zweiter Faktor radikal beschleunigend gewirkt hat: die einstige Deutschlandbegeisterung kehrte sich in Skepsis gegenüber dem Nationalsozialismus und schliesslich in entsetztes Ablehnen. 1931 notierte er im Skizzenblock: «Intellektivum der drei toten Eidgenossen. Gedankenfolge derselben: Wahre Kunst ist aus dem Innern geboren, Wahre Kunst hat mit Politik nichts zu tun, Politik ist nur eine Nebenbegleiterscheinung». Die knappe Notiz ist gleichzeitig auch Zeugnis von Urech-Seons Humor, der ihn bis zuletzt nie verliess und vor allem in seinen reifen Werken immer wieder durchbricht. Es folgt eine kubistische Phase, die Werken des Bauhauses nahesteht. Während aber die Kubisten klassische Motive, vorab das Stillleben benützten, um zu zeigen, dass es ihnen um eine radikal neue Sprache geht, und die Puristen Industrieprodukte malten, weil sie die Verbindung von Kunst und moderner Zivilisation betonen wollten, begnügte sich Urech-Seon mit dem Birnbaum und Ackerflächen, zum Beispiel in Sommermorgen 1 von 1935. Dies, weil er die moderne Kunst und die Agrarkultur nicht als Widerspruch verstand, sondern merkte, dass er mit seiner neuen Ausdrucksweise besondere Aussagen über das Naheliegende machen konnte.
Als Kompositionsschema diente ihm in jener Zeit häufig das stehende und hängende gleichschenklige Dreieck, der sog. «Villard’sche Teilungskanon», den er neben anderen Teilungskanons, zum Beispiel Albrecht Dürers (1471–1528) bei Hermann Groeber an der Münchner Akademie kennen gelernt hatte. Er geht auf Villard de Honnecourt (um 1200–nach 1253) zurück. Urech-Seon stand mit seinen Experimenten nicht allein da. Auch sein Mitschüler in München, der deutsche Künstler Walter Dexel (1890–1973) arbeitete damals oft mit diesem Konzept.
Dass Urech-Seon sich mit seiner neuen Ausrichtung in Widerspruch zu seinen Kollegen in der Aargauer GSMBA begab, traf ihn. So schrieb etwa Malerkollege Paul Eichenberger (1891–1984) : «Ich kann nicht recht verstehen, warum Sie immer auf diesem orts- und rassenfremden Pegasus herumreiten.» oder es hiess, «wenn Sie unter Kollegen leben würden, die mit ehrlicher Kritik nicht zurückhalten, würden Sie...gewiss...bedeutendere ...und zeitgemässere Werke schaffen.» Vor allem das Wort «zeitgemäss» musste Urech-Seon elektrisiert haben, glaubte er doch fest daran, dass wahre Kunst über den Zeiten stehe.

### Surrealistische Formfindung (1940–1946/1948)
Die offizielle Ablehnung hinderte ihn nicht, seinen Weg konsequent weiter zu verfolgen. Dieser führte über symbolistische Werke wie Waldeszauber (1938) und 1940, Der Anschluss (1939), Herr hilf (1942) oder Der Kampf (um 1942) hin zu reinen Kompositionen, das heißt weg von der Abstraktion des in der Umwelt real Existierenden, zur Konkretisierung von Gedanken. Der in die Einsamkeit Zurückgezogene setzte nun der äusseren Ereignislosigkeit ein Weltbild entgegen, in dem innere Bilder und Visionen mehr und mehr dominierten. Die geometrische Formensprache wurde ihm zum Vokabular für seine metaphysischen Inhalte. Dabei konnte ein als Flächenaufteilung 1946 entstandenes Werk von ihm selber plötzlich dreidimensional wiedererkannt und in Skigelände umbenannt werden.

### Freie Komposition (1945/1948–1959)
Die späten 1940er Jahre sind Jahre einer gewissen Anerkennung. Nach einer Ausstellung 1947 in der Zürcher Galerie der Eaux-Vives fand er Aufnahme bei den Zürcher Konkreten, mit denen er auch 1947 im Kunstverein St. Gallen und im Kunsthaus Zürich sowie 1957 im Helmhaus Zürich ausstellen durfte. Camille Graeser (1892–1980), Leo Leuppi (1893–1972), Richard Paul Lohse (1902–1988) oder Max Bill (1908–1994) waren jedoch alle eine gute Generation jünger als der damals bereits 70-jährige Urech-Seon. Differenzen blieben trotz gegenseitiger Achtung. Zum einen: die Zürcher Konkreten sind konstruierende Systematiker, Urech bleibt in gewissem Sinne der Hymniker und Poet, also letztlich doch kein Konkreter.
Urech-Seon verwandte selbst im Spätwerk nie ein Abdeckband, eine Schablone oder gar eine Spritzpistole. Alle Linien sind von Hand gezogen, die Flächen mit dem Spachtel egalisiert und wirken daher vibrierend transparent. Urech-Seon selber dazu: «Die geometrischen Formen sind dem Leben entnommen. Im Leben ist alles abgerundet, es gibt keine ganz scharfen Ecken, Kanten; der Hocharistokrat muss auch mit dem Arbeiter verkehren, entweder durch Beamte oder durch sonstige Mittelstandspersonen.»
Urech-Seon fand Ende der 1940er Jahre zu seinen typischen Farben des reifen Werks: Cadmiumgelb, dunkles Ultramarinblau, Cadmiumrot, ein Lila. Unvergleichlich ist sein Grün: gekauft unter dem Namen «Vert Eméraude» – aber Urech-Seon verwendete es in einer Mischung, die man heute in der Aargauer Kunst «Urech-Grün» nennt.
Die Bilder dieser Werkphase tragen zum Teil noch assoziative Titel wie Chinesisch, Die Wendung oder Die Masche, zumeist jedoch schlicht Composition, ergänzt mit einer Zahl oder einem Buchstaben, um sie zu identifizieren.
Und doch tauchen in Urech-Seons Bildern immer wieder assoziative Erinnerungen an Gegenständliches auf, bis zu seinem letzten Bild aus dem Jahr 1959, in dem ein Kopf mit geschlossenem Auge zu erkennen ist, das er Tritt in die Neuzeit nannte und mit 1989 datierte.

## Ausstellungen (Auswahl)

### Einzelausstellungen
- 1946: Galerie des Eaux-Vives, Zürich
- 1960: Turnhalle, Seon
- 1976: Aargauer Kunsthaus, Aarau
- 1979: Heimatmuseum, Seon
- 1979: Galerie Walcheturm, Zürich
- 1983: Galerie Trudelhaus, Baden
- 1989: Galerie am Rindermarkt 26, Zürich
- 1989: Galerie 6, Aarau
- 1991: Aargauer Kunsthaus, Aarau
- 2006: Galerie Rigassi, Bern
- 2006: Kunst '06, Zürich
- 2009: Galerie Aquatinta, Lenzburg[8]
- 2017/2018: Bromer Kunst, Roggwil[9]

### Gruppenausstellungen
- 1920–1957: Regelmässige Beteiligung an den Jahresausstellungen der Aargauer Künstler
- 1947: «Allianz», Kunsthaus Zürich
- 1948/1950: Salons des Réalitées Nouvelles, Paris
- 1954: «Allianz», Helmhaus Zürich
- 1974: «Aargauer Kunst im Überblick», Aargauer Kunsthaus, Aarau
- 1981: «Dreissiger Jahre Schweiz. Konstruktive Kunst 1915–1945», Kunstmuseum Winterthur